# Dieceza de Görlitz
Dieceza de Görlitz (în latină Dioecesis Gorlicensis) este una din cele douăzecișișapte de episcopii ale Bisericii Romano-Catolice din Germania, cu sediul în orașul Görlitz. Dieceza se află în provincia mitropolitană a Arhidiecezei de Berlin.

## Istoric
Teritoriul episcopiei actuale a făcut parte până în 1972 din Arhiepiscopia de Breslau. În anul 1972, în contextul așa numitei Ostpolitik (normalizarea relațiilor dintre Sfântul Scaun și statele din blocul comunist, intermediată de Agostino Casaroli), papa Paul al VI-lea înființat administratura apostolică de Görlitz, pe care a scos-o de sub jurisdicția arhiepiscopiei de Breslau (Wrocław), oraș care se afla la est de linia Oder-Neisse.
În anul 1994 papa Ioan Paul al II-lea a ridicat administratura apostolică la rang de episcopie sufragană a Arhiepiscopiei de Berlin și a pus-o sub patronajul sfintei Hedviga de Silezia. 

## Mănăstiri
- Mănăstirea Neuzelle⁠(de)[traduceți], cisterciană, sec. al XIII-lea